# Regeringen Poul Schlüter IV
Regeringen Poul Schlüter IV var Danmarks regering fra 18. december 1990 til 25. januar 1993 og bestod af Det Konservative Folkeparti (K) og Venstre (V). Regeringen gik under kaldenavnet KV-regeringen.
Regeringen tiltrådte efter folketingsvalget 12. december 1990 og afløste Regeringen Poul Schlüter III.
En række ministerposter blev omfordelt, da økonomi- og skatteminister Anders Fogh Rasmussen trådte tilbage 19. november 1992. Baggrunden var en rapport, som en kommissionsdomstol havde afleveret dagen før. Rapporten kritiserede ministeren for vha. "kreativ bogføring" at have givet Folketinget ufyldestgørende og ukorrekte oplysninger om visse dispositioner i Skatteministeriet. Efter Schlüter-regeringens fald, skrev han bogen "Fra socialstat til minimalstat" (1993). Anders Fogh fik sit comeback som minister i 2001, da han blev Danmarks Statsminister efter Poul Nyrup Rasmussen.
14. januar 1993 afleverede højesteretsdommer Mogens Hornslet sin rapport om Tamilsagen. Poul Schlüter fandt indholdet så belastende for ham selv og Det Konservative Folkeparti, at han samme dag meddelte, at regeringen trak sig tilbage. Han udskrev dog ikke nyvalg. 15. januar 1993 pegede et flertal i Folketinget på Poul Nyrup Rasmussen som forhandlingsleder i forbindelse med dannelsen af en ny regering, og 25. januar 1993 efterfulgtes Schlüter-regeringen af Regeringen Poul Nyrup Rasmussen I.

## Ministre
- Statsminister: Poul Schlüter (K)
- Udenrigsminister: Uffe Ellemann-Jensen (V)
- Finansminister: Henning Dyremose (K)
- Økonomiminister: Anders Fogh Rasmussen (V) indtil 19. november 1992, derefter Thor Pedersen (V)
- Skatteminister: Anders Fogh Rasmussen (V) indtil 19. november 1992, derefter Peter Brixtofte (V)
- Forsvarsminister: Knud Enggaard (V)
- Undervisnings- og forskningsminister: Bertel Haarder (V)
- Justitsminister: Hans Engell (K)
- Indenrigsminister: Thor Pedersen (V)
- Minister for nordisk samarbejde: Thor Pedersen (V) indtil 19. november 1992, derefter Knud Enggaard (V)
- Landbrugsminister: Laurits Tørnæs (V)
- Kirkeminister og kommunikationsminister: Torben Rechendorff (K)
- Boligminister: Svend Erik Hovmand (V)
- Fiskeriminister: Kent Kirk (K)
- Arbejdsminister: Knud Erik Kirkegaard (K)
- Industriminister og energiminister: Anne Birgitte Lundholt (K)
- Sundhedsminister: Ester Larsen (V)
- Trafikminister: Kaj Ikast (K)
- Miljøminister: Per Stig Møller (K)
- Socialminister: Else Winther Andersen (V)
- Kulturminister: Grethe Rostbøll (K)